# The Devil-Stone
The Devil-Stone è un film muto del 1917 diretto e prodotto da Cecil B. DeMille che qui appare anche ne ruolo di montatore. Il film aveva come interpreti Geraldine Farrar, Wallace Reid, Hobart Bosworth, Tully Marshall, Mabel Van Buren.

La sceneggiatura di Jeanie Macpherson si basa su un soggetto firmato da Leighton Osmun e da Beatrice DeMille, la madre del regista.
Prodotto e distribuito dalla Famous Players-Lasky Corporation, il film uscì nelle sale il 16 dicembre 1917.

## Trama

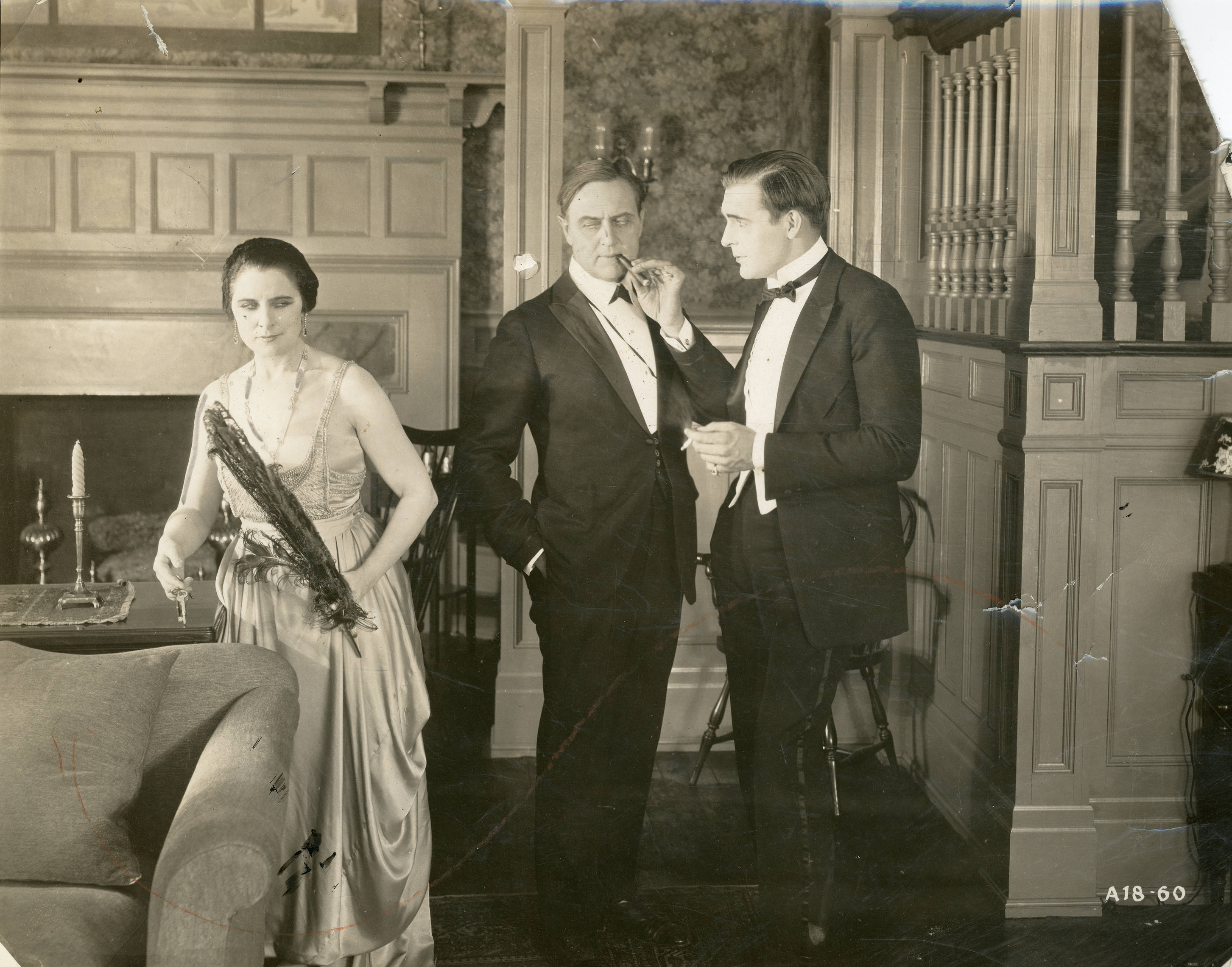
Geraldine Farrar, Hobart Bosworth, Wallace Reid

In Bretagna, la pescatrice Marcia Manot trova uno smeraldo che era appartenuto a una regina norvegese. Ma il magnifico gioiello è maledetto. Silas, un cacciatore di tesori, avaro proprietario di pescherie, sposa la ragazza solo per impadronirsi della pietra preziosa. Quando cercherà di sottrarla, rubandola, alla moglie, questa, per difendersi, lo colpirà con un candelabro, uccidendolo. Del delitto viene dapprima accusato Guy Sterling, il manager di Silas, che aveva iniziato una relazione con Marcia, trascurata dal marito. Poi, però, l'uomo viene riconosciuto innocente e il delitto resta senza colpevole. Sterling assume un criminologo, Robert Judson, per risolvere il caso e quest'ultimo scopre il ruolo tenuto da Marcia. La donna lo supplica di non denunciarla, invocando la legittima difesa. Poi restituisce la pietra alla chiesa, liberandosi così dalla maledizione che si portava dietro lo smeraldo.

## Produzione
Benché nessuna compagnia apparisse come casa produttrice, la produzione del film venne attribuita alla Famous Players-Lasky Corporation che, all'epoca, controllava l'Artcraft Pictures Corp, distributrice e finanziatrice della pellicola. Alcune scene furono girate in Handschiegl color process, un sistema di colorazione della pellicola inventato da Max Handschiegl e da Alvin W. Wyckoff, con la collaborazione di Loren Taylor.

## Distribuzione
Il copyright del film, richiesto dalla Artcraft Pictures Corp., fu registrato il 28 novembre 1917 con il numero LP11763.
Distribuito dalla Artcraft Pictures Corporation e dalla Paramount Pictures, il film - con la dizione presentato da Jesse L. Lasky - uscì nelle sale cinematografiche statunitensi il 16 dicembre 1917, anche con lo spelling alternativo The Devil Stone.

### Conservazione
Copia incompleta della pellicola (due rulli sui sei originali) si trova conservata negli archivi della Library of Congress di Washington.